# Marta Bassino
Marta Bassino (* 27. Februar 1996 in Cuneo) ist eine italienische Skirennläuferin. Sie ist vor allem in den Disziplinen Riesenslalom und Super-G erfolgreich; daneben fährt sie auch Abfahrten. 2021 wurde sie – ex aequo mit Katharina Liensberger – Weltmeisterin im Parallelrennen, 2023 kam der Super-G-Weltmeistertitel hinzu.

## Biografie
Bassino stammt aus Borgo San Dalmazzo in der Region Piemont. Sie hat einen zwei Jahre älteren und einen fünf Jahre jüngeren Bruder. Das Skifahren erlernte sie im Alter von zwei Jahren, 2009 gewann sie den Slalom beim Trofeo Topolino. Als 15-Jährige startete Bassino im Dezember 2011 bei ihrem ersten FIS-Rennen und gleich in der ersten Saison gelangen ihr mehrere Siege bei nationalen Juniorenrennen gegen bis zu vier Jahre ältere Konkurrentinnen. Im März 2012 wurde sie in Bardonecchia italienische Juniorenmeisterin in der Abfahrt, im Super-G und im Riesenslalom. Ihre ersten Einsätze im Europacup hatte sie im Dezember 2012, einen Monat später gewann sie mit Platz 16 in der Abfahrt von St. Anton am Arlberg die ersten Europacuppunkte. Bei ihrer ersten Teilnahme an Juniorenweltmeisterschaften, 2013 in der Nähe von Québec, fuhr sie in der Abfahrt auf den sechsten Platz. Im März desselben Jahres folgte der erste Sieg in einem FIS-Rennen.
Im Winter 2013/14 etablierte sich Bassino im Vorderfeld des Europacups. Der erste Podestplatz in dieser Rennserie gelang ihr am 27. Januar 2014 mit dem Sieg im Riesenslalom von Sestriere. Bei den Juniorenweltmeisterschaften 2014 in Jasná gewann sie die Goldmedaille im Riesenslalom. Dadurch erhielt sie die Startberechtigung für das Weltcup-Finale in Lenzerheide, wo sie am 16. März 2014 im Riesenslalom auf den 19. Platz fuhr. Die Saison schloss sie mit dem italienischen Riesenslalom-Meistertitel ab. Bassino gewann ihre ersten Weltcuppunkte am 25. Oktober 2014 mit Platz 21 im Riesenslalom von Sölden. Am 13. März 2015 fuhr sie als Sechstplatzierte des Riesenslaloms von Are erstmals in die Top 10 eines Weltcuprennens.
Zum Auftakt der Saison 2016/17 erzielte Bassino mit dem dritten Platz im Riesenslalom von Sölden die erste Weltcup-Podestplatzierung. Im weiteren Verlauf des Winters fuhr sie siebenmal unter die Top 10, wobei sie in den Riesenslaloms von Kronplatz und Aspen jeweils den dritten Platz belegte. Hingegen kam sie bei den Weltmeisterschaften 2017 in St. Moritz nicht über einen elften Platz hinaus. Im Winter 2017/18 errang Bassino einen Podestplatz, diesmal als Zweite der Kombination von Lenzerheide. Hinzu kamen vier weitere Ergebnisse unter den besten zehn, darunter erstmals in einer Abfahrt. Bei den Olympischen Winterspielen 2018 in Pyeongchang klassierte sie sich als Fünfte des Riesenslaloms und Zehnte der Kombination.
Nach einem durchzogenen Beginn der Weltcupsaison 2018/19 wurde sie im Riesenslalom von Kronplatz erneut Dritte. Bei den Weltmeisterschaften 2019 in Åre gewann sie etwas überraschend die Bronzemedaille im Mannschaftswettbewerb. Nach insgesamt vier dritten Plätzen und einem zweiten Platz feierte Bassino am 30. November 2019 im Riesenslalom von Killington ihren ersten Weltcupsieg. In Lienz wurde die damals 23-Jährige am 28. Dezember Zweite im Riesenslalom hinter der Amerikanerin Mikaela Shiffrin.
Die Weltcupsaison 2020/21 wurde bislang zur erfolgreichsten von Bassino. Sie gewann die Riesenslaloms von Sölden, Courchevel und 2 × Kranjska Gora, während sie beim Super-G in St. Anton einen zweiten Platz hinter Lara Gut-Behrami belegte. Bei den Heim-Weltmeisterschaften in Cortina d’Ampezzo konnte sie sich am 16. Februar 2021 zeitgleich mit der Österreicherin Katharina Liensberger im Parallelrennen ihr erstes WM-Gold sichern. Hingegen konnte sie in ihrer Paradedisziplin Riesenslalom der Favoritenrolle nicht gerecht werden und fuhr lediglich auf Platz 13. Mit insgesamt vier Siegen und einem weiteren Podestplatz sicherte sie sich vorzeitig den Gewinn der Riesenslalom-Disziplinenwertung.
Am 8. Februar 2023 wurde sie Weltmeisterin im Super-G bei den Skiweltmeisterschaften in Méribel. Ein Jahr später, am 17. Februar 2024, gewann sie in Crans-Montana erstmals eine Weltcupabfahrt.

## Erfolge

### Olympische Spiele
- Pyeongchang 2018: 5. Riesenslalom, 10. Alpine Kombination

### Weltmeisterschaften
- St. Moritz 2017: 11. Riesenslalom, 17. Alpine Kombination
- Åre 2019: 3. Mannschaftswettbewerb, 13. Riesenslalom, 13. Alpine Kombination
- Cortina d’Ampezzo 2021: 1. Parallel, 6. Alpine Kombination, 11. Super-G, 13. Riesenslalom
- Méribel 2023: 1. Super-G, 5. Riesenslalom, 11. Parallelrennen
- Saalbach-Hinterglemm 2025: 16. Super-G

### Weltcup
Bassino errang bisher 30 Podestplätze, davon 7 Siege:
| Datum             | Ort           | Land       | Disziplin    |
| ----------------- | ------------- | ---------- | ------------ |
| 30. November 2019 | Killington    | USA        | Riesenslalom |
| 17. Oktober 2020  | Sölden        | Österreich | Riesenslalom |
| 12. Dezember 2020 | Courchevel    | Frankreich | Riesenslalom |
| 16. Januar 2021   | Kranjska Gora | Slowenien  | Riesenslalom |
| 17. Januar 2021   | Kranjska Gora | Slowenien  | Riesenslalom |
| 10. Dezember 2022 | Sestriere     | Italien    | Riesenslalom |
| 17. Februar 2024  | Crans-Montana | Schweiz    | Abfahrt      |

### Weltcupwertungen
| Saison  | Gesamt                                           | Gesamt                                           | Abfahrt                                          | Abfahrt                                          | Super-G                                          | Super-G                                          | Riesenslalom                                     | Riesenslalom                                     | Slalom                                           | Slalom                                           | Kombination                                      | Kombination                                      | Parallel                                         | Parallel                                         |
| Saison  | Platz                                            | Punkte                                           | Platz                                            | Punkte                                           | Platz                                            | Punkte                                           | Platz                                            | Punkte                                           | Platz                                            | Punkte                                           | Platz                                            | Punkte                                           | Platz                                            | Punkte                                           |
| ------- | ------------------------------------------------ | ------------------------------------------------ | ------------------------------------------------ | ------------------------------------------------ | ------------------------------------------------ | ------------------------------------------------ | ------------------------------------------------ | ------------------------------------------------ | ------------------------------------------------ | ------------------------------------------------ | ------------------------------------------------ | ------------------------------------------------ | ------------------------------------------------ | ------------------------------------------------ |
| 2013/14 | Nahm an Weltcuprennen teil ohne Punkte zu holen. | Nahm an Weltcuprennen teil ohne Punkte zu holen. | Nahm an Weltcuprennen teil ohne Punkte zu holen. | Nahm an Weltcuprennen teil ohne Punkte zu holen. | Nahm an Weltcuprennen teil ohne Punkte zu holen. | Nahm an Weltcuprennen teil ohne Punkte zu holen. | Nahm an Weltcuprennen teil ohne Punkte zu holen. | Nahm an Weltcuprennen teil ohne Punkte zu holen. | Nahm an Weltcuprennen teil ohne Punkte zu holen. | Nahm an Weltcuprennen teil ohne Punkte zu holen. | Nahm an Weltcuprennen teil ohne Punkte zu holen. | Nahm an Weltcuprennen teil ohne Punkte zu holen. | Nahm an Weltcuprennen teil ohne Punkte zu holen. | Nahm an Weltcuprennen teil ohne Punkte zu holen. |
| 2014/15 | 61.                                              | 94                                               | –                                                | –                                                | 47.                                              | 6                                                | 20.                                              | 88                                               | –                                                | –                                                | –                                                | –                                                | –                                                | –                                                |
| 2015/16 | 45.                                              | 193                                              | 49.                                              | 5                                                | –                                                | –                                                | 13.                                              | 178                                              | –                                                | –                                                | 35.                                              | 10                                               | –                                                | –                                                |
| 2016/17 | 18.                                              | 413                                              | –                                                | –                                                | 35.                                              | 30                                               | 6.                                               | 354                                              | –                                                | –                                                | 20.                                              | 29                                               | –                                                | –                                                |
| 2017/18 | 25.                                              | 311                                              | 35.                                              | 26                                               | 35.                                              | 40                                               | 12.                                              | 157                                              | –                                                | –                                                | 4.                                               | 88                                               | –                                                | –                                                |
| 2018/19 | 27.                                              | 287                                              | 37.                                              | 26                                               | 29.                                              | 44                                               | 9.                                               | 188                                              | –                                                | –                                                | 9.                                               | 29                                               | –                                                | –                                                |
| 2019/20 | 5.                                               | 817                                              | 11.                                              | 206                                              | 10.                                              | 164                                              | 4.                                               | 309                                              | –                                                | –                                                | 6.                                               | 60                                               | 6.                                               | 78                                               |
| 2020/21 | 6.                                               | 876                                              | 29.                                              | 44                                               | 6.                                               | 228                                              | 1.                                               | 546                                              | 43.                                              | 13                                               | –                                                | –                                                | 5.                                               | 45                                               |
| 2021/22 | 10.                                              | 673                                              | 35.                                              | 27                                               | 10.                                              | 240                                              | 5.                                               | 356                                              | –                                                | –                                                | –                                                | –                                                | 4.                                               | 50                                               |
| 2022/23 | 8.                                               | 749                                              | 32.                                              | 34                                               | 8.                                               | 200                                              | 3.                                               | 515                                              | –                                                | –                                                | –                                                | –                                                | –                                                | –                                                |
| 2023/24 | 9.                                               | 739                                              | 9.                                               | 236                                              | 9.                                               | 244                                              | 9.                                               | 259                                              | –                                                | –                                                | –                                                | –                                                | –                                                | –                                                |

### Europacup
- Saison 2013/14: 4. Riesenslalomwertung
- 2 Podestplätze, davon 1 Sieg:

| Datum           | Ort       | Land    | Disziplin |
| --------------- | --------- | ------- | --------- |
| 27. Januar 2014 | Sestriere | Italien | Abfahrt   |

### Juniorenweltmeisterschaften
- Québec 2013: 6. Abfahrt
- Jasná 2014: 1. Riesenslalom, 17. Super-G
- Hafjell 2015: 7. Super-G, 12. Super-Kombination, 25. Slalom

### Weitere Erfolge
- 3 × Italienische Meisterin (Riesenslalom 2014 und 2019, Slalom 2019)
- 3 × Italienische Juniorenmeisterin (Abfahrt, Super-G, Riesenslalom 2012)
- 4 Siege in FIS-Rennen